# Élections fédérales mexicaines de 1946
Les élections présidentielle et législatives mexicaines de 1946 se sont tenues le 7 juillet 1946.
Miguel Alemán Valdés est sorti vainqueur de l'élection présidentielle avec 77,9% des voix. Son parti, le Parti révolutionnaire institutionnel (PRI) a remporté l'élection législative avec 141 sièges sur 147.